# 1952-es Formula–1 olasz nagydíj
Az 1952-es Formula–1-es világbajnokság szezonzáró futama az olasz nagydíj volt.

## Futam
Immár három éve hagyományosan, Monzában rendezték meg. Farina már csak egy első hellyel növelhette pontjai számát, Taruffinak Farina előtt kellett volna végeznie az összesített második helyért. Ascari ismét pole pozícióból indulva aratott rajt-cél győzelmet, megfutva a leggyorsabb kört is. A második helyen befutó Maseratis José Froilán González leggyorsabb köre tizedmásodpercre megegyezett Ascari leggyorsabb körével, így az azért járó 1 pontot megosztották a két pilóta között, akik így fél-fél pontot kaptak. További pontszerzők Villoresi és Farina, illetve a maseratis Felice Bonetto voltak. Taruffi hetedik lett, így nem szerzett pontot, és maradt a 22 pontja, ami az összetett harmadik helyhez volt elegendő. Ascari végül 12 pontos előnnyel lett bajnok Farina előtt, de ha a pontjaik valódi számát nézzük, Ascari előnye 26.5 pont. A negyedik helyen pontegyenlőség alakult ki Rudi Fisher, és az ötödiknek rangsorolt fiatal, mindössze 23 éves újonc, Mike Hawthorn között. A korban rendkívül fiatalnak számító újonc tehetségére azonnal felfigyelt Enzo Ferrari is, és a következő évre leszerződtette a Scuderiához.
| Helyezés | Rajtszám | Versenyző             | Csapat/Motor          | Körök | Idő/kiesés oka      | Rajthely | Pont |
| -------- | -------- | --------------------- | --------------------- | ----- | ------------------- | -------- | ---- |
| 1        | 12       | Alberto Ascari        | Ferrari               | 80    | 2:50'45,6           | 1        | 8,5  |
| 2        | 26       | José Froilán González | Maserati              | 80    | +1'01,8             | 5        | 6,5  |
| 3        | 16       | Luigi Villoresi       | Ferrari               | 80    | +2'04,2             | 2        | 4    |
| 4        | 10       | Nino Farina           | Ferrari               | 80    | +2'11,4             | 3        | 3    |
| 5        | 22       | Felice Bonetto        | Maserati              | 79    | +1 kör              | 13       | 2    |
| 6        | 8        | André Simon           | Ferrari               | 79    | +1 kör              | 8        |      |
| 7        | 14       | Piero Taruffi         | Ferrari               | 77    | +3 kör              | 6        |      |
| 8        | 48       | Chico Landi           | Maserati              | 76    | +4 kör              | 18       |      |
| 9        | 40       | Ken Wharton           | Cooper-Bristol        | 76    | +4 kör              | 15       |      |
| 10       | 62       | Louis Rosier          | Ferrari               | 75    | +5 kör              | 17       |      |
| 11       | 50       | Eitel Cantoni         | Maserati              | 75    | +5 kör              | 23       |      |
| 12       | 30       | Dennis Poore          | Connaught-Lea-Francis | 74    | +6 kör              | 19       |      |
| 13       | 36       | Eric Brandon          | Cooper-Bristol        | 73    | +7 kör              | 20       |      |
| 14       | 2        | Robert Manzon         | Gordini               | 71    | +9 kör              | 7        |      |
| 15       | 38       | Alan Brown            | Cooper-Bristol        | 68    | +12 kör             | 12       |      |
| Ki       | 32       | Stirling Moss         | Connaught-Lea-Francis | 60    | Felfüggesztés       | 1        |      |
| Ki       | 46       | Gino Bianco           | Maserati              | 46    | Motor               | 25       |      |
| Ki       | 6        | Jean Behra            | Gordini               | 42    | Motor               | 11       |      |
| Ki       | 42       | Mike Hawthorn         | Cooper-Bristol        | 38    | Ismeretlen          | 12       |      |
| Ki       | 24       | Franco Rol            | Maserati              | 24    | Motor               | 16       |      |
| Ki       | 4        | Maurice Trintignant   | Gordini               | 5     | Motor               | 4        |      |
| Ki       | 28       | Kenneth McAlpine      | Connaught-Lea-Francis | 4     | Felfüggesztés       | 2        |      |
| Ki       | 18       | Rudi Fischer          | Ferrari               | 3     | Motor               | 16       |      |
| Ki       | 34       | Élie Bayol            | Osca                  | 0     | Sebességváltó       | 10       |      |
| NK       | 70       | Charles de Tornaco    | Ferrari               |       | Kvalifikáció nélkül | -        |      |
| NK       | 58       | Alberto Crespo        | Maserati              |       | Kvalifikáció nélkül | -        |      |
| NK       | 60       | Toulo de Graffenried  | Maserati              |       | Kvalifikáció nélkül | -        |      |
| NK       | 54       | Peter Collins         | HWM-Alta              |       | Kvalifikáció nélkül | -        |      |
| NK       | 68       | Peter Whitehead       | Ferrari               |       | Kvalifikáció nélkül | -        |      |
| NK       | 56       | Tony Gaze             | HWM-Alta              |       | Kvalifikáció nélkül | -        |      |
| NK       | 64       | Bill Aston            | Aston Butterworth     |       | Kvalifikáció nélkül | -        |      |
| NK       | 52       | Lance Macklin         | HWM-Alta              |       | Kvalifikáció nélkül | -        |      |
| NK       | 20       | Hans Von Stuck        | Ferrari               |       | Kvalifikáció nélkül | -        |      |
| NK       | 44       | Piero Dusio           | Cisitalia-BPM         |       | Kvalifikáció nélkül | -        |      |
| NK       | 66       | Johnny Claes          | Simca-Gordini-Gordini |       | Kvalifikáció nélkül | -        |      |

## Statisztikák
Vezető helyen: José Froilán González 36 kör (1-36), Alberto Ascari 44 kör (37-80)
- Alberto Ascari 8. (R) győzelme, 6. (R) mesterhármasa.
- Ferrari 10. győzelme
- Connaught első versenye.

## A világbajnokság végeredménye
| H   | Versenyzők            | Pont      |
| --- | --------------------- | --------- |
| 1.  | Alberto Ascari        | 36 (53,5) |
| 2.  | Nino Farina           | 24 (27)   |
| 3.  | Piero Taruffi         | 22        |
| 4.  | Rudi Fischer          | 10        |
| 5.  | Mike Hawthorn         | 10        |
| 6.  | Robert Manzon         | 9         |
| 7.  | Troy Ruttman          | 8         |
| 8.  | Luigi Villoresi       | 8         |
| 9.  | José Froilán González | 6,5       |
| 10. | Jim Rathmann          | 6         |

A teljes lista)